# Дачов Лом
Дачов Лом (слч. Dačov Lom) насељено је мјесто са административним статусом сеоске општине (слч. obec) у округу Вељки Кртиш, у Банскобистричком крају, Словачка Република.

## Становништво
| Година:    | 1994. | 2004.   | 2014.   | 2024.   |
| ---------- | ----- | ------- | ------- | ------- |
| Број људи: | 433   | 415     | 424     | 398     |
| Разлика:   |       | -4,15 % | +2,16 % | -6,13 % |

| Година:    | 2023. | 2024.   |
| ---------- | ----- | ------- |
| Број људи: | 391   | 398     |
| Разлика:   |       | +1,79 % |

Према подацима о броју становника из 2024. године насеље је имало 398 становника.